# Wolfhart Zimmermann
Wolfhart Zimmermann (* 17. Februar 1928 in Freiburg im Breisgau; † 18. September 2016) war ein deutscher theoretischer Physiker.
Zimmermann studierte an der Albert-Ludwigs-Universität Freiburg im Breisgau und begann seine Dissertation in Topologie („Eine Kohomologietheorie topologischer Räume“) bei Emanuel Sperner. Nachdem dieser wegberufen wurde, schloss er sie 1950 bei Wilhelm Süss ab. In den 1950er Jahren war er in Göttingen einer der Pioniere der mathematischen Quantenfeldtheorie, als er am damaligen Max-Planck-Institut für Physik in Göttingen zusammen mit Kurt Symanzik und Harry Lehmann die „LSZ-Theorie“ entwickelte. Anfang der 1960er Jahre war er Professor in Graz. 1962 bis 1974 lehrte er als Professor an der New York University. Ab 1974 war er wissenschaftliches Mitglied und ab 1991 Direktor am Max-Planck-Institut für Physik in München, wo er zuletzt „Director Emeritus“ war (1996 wurde er emeritiert). Daneben wirkte er seit 1977 als Honorarprofessor an der TU München. Er absolvierte Gast-Aufenthalte u. a. am Institute for Advanced Study in Princeton (1957/8 und 1960/1), am Courant Institute of Mathematical Sciences of New York University, an der University of Chicago und am IHES bei Paris.
Neben seiner Arbeit am LSZ-Formalismus war er auch für die Entwicklung des Bogoljubow-Parasiuk-Renormierungsschemas bekannt (auch BPHZ-Renormierungsschema genannt nach Klaus Hepp und Zimmermann). Gemeinsam mit Kenneth Wilson war er einer der Pioniere in der Anwendung der Operatorproduktentwicklung in der Quantenfeldtheorie. Mit Reinhard Oehme vom Enrico-Fermi-Institut in Chicago (mit ihm hatte er bereits in Göttingen in den 1950er Jahren zusammengearbeitet), arbeitete er über die Reduktion von Kopplungsparametern mit Renormierungsgruppenmethoden und führte Superkonvergenz-Relationen für Propagatoren in Yang-Mills-Theorien ein, die Verbindungen zwischen den Grenzfällen hoher Energie (z. B. asymptotische Freiheit) und niedriger Energie (vermutetes Confinement) herstellen.
1991 erhielt er die Max-Planck-Medaille.